# José Luis Gilarranz

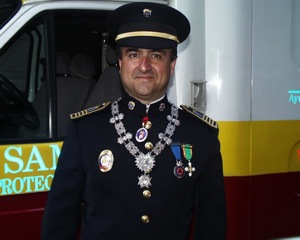

José Luis Gilarranz Vaquero (Madrid, 1954 - Madrid, 20 de febrero de 2009) fue un médico español.

## Biografía
El doctor Gilarranz, figura clave en el desarrollo de sistemas rápidos de ayuda médica en emergencias, nació en una familia humilde.
Su primer trabajo, como socorrista, fue en las instalaciones deportivas del Ayuntamiento de Madrid. Al mismo tiempo hizo sus estudios de enfermería y medicina logrando, por oposición, plaza de médico en dicho Ayuntamiento.
Fundó en 1990 el Servicio de Asistencia Municipal de Urgencia y Rescate (SAMUR), para solucionar, de forma eficiente, las emergencias sanitarias que se producen en las vías públicas dentro del término municipal de Madrid, siendo su director hasta el 2003.
Estaba en posesión de varias condecoraciones, y era caballero de la Orden de Isabel la Católica poseía la gran cruz de la Orden del Mérito Civil, la Cruz al Mérito Policial, la Cruz al Mérito de Protección Civil y la Medalla de la Comunidad de Madrid.
Falleció el 20 de febrero de 2009, a consecuencia de un cáncer.